# Bitevní křižník

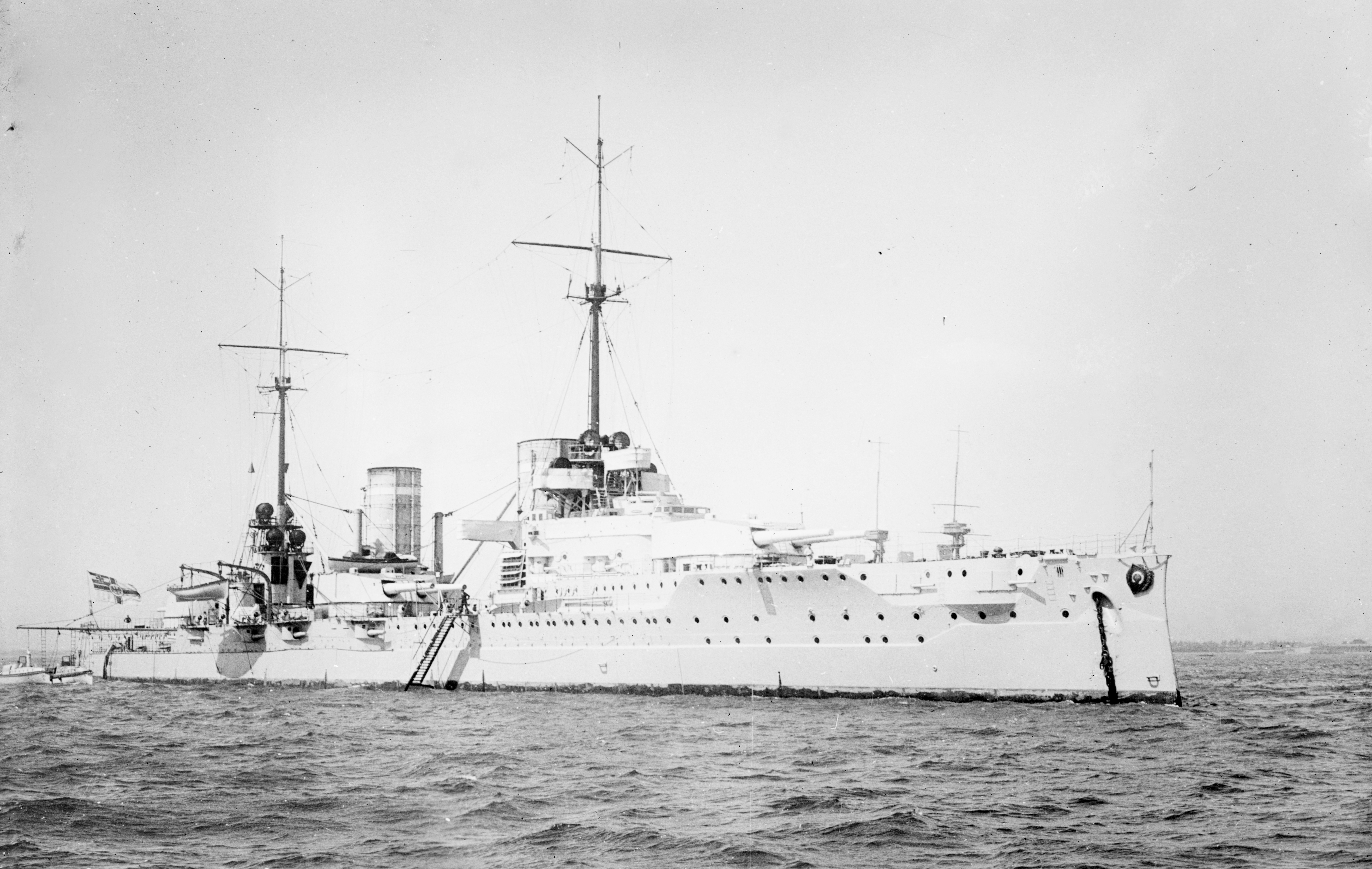
SMS Von der Tann – první německý bitevní křižník

Bitevní křižník je označení pro velké válečné lodě z první poloviny 20. století, představující jakýsi mezistupeň mezi bitevní lodí a křižníkem. Jejich úkolem bylo provádění samostatných hloubkových úderů a výpadů do nepřátelského teritoria a likvidace křižníků nepřítele, proti nimž měly výhodu většího dostřelu, a přitom s nimi (na rozdíl od bitevních lodí) dokázaly držet krok.
Bitevní křižníky hrály významnou roli během obou světových válek, v průběhu druhé však jejich význam upadal (v rámci britského námořnictva upadal již za první světové války pod dojmem z bitvy u Jutska). V současné době již bitevní křižníky nejsou ve světě využívány.
V době počátku stavby bitevních křižníků existovaly dvě základní koncepce, které se občas přezdívají podle hlavních protagonistů, kteří je vyvinuli, jakožto britská a německá.

## Britská (rychlá) koncepce

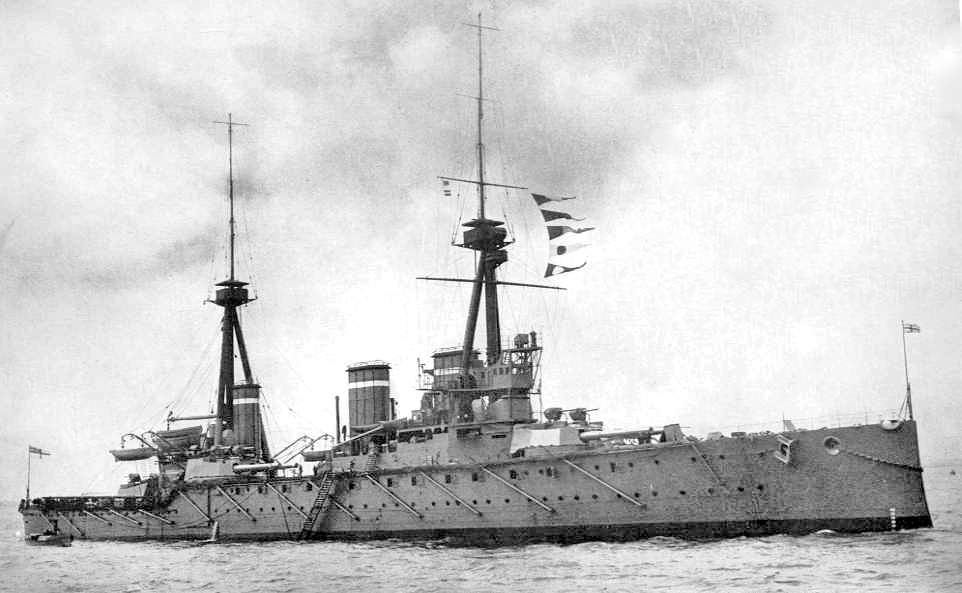
HMS Invincible

Britská koncepce je starší a stála u zrodu bitevních křižníků. Jejím tvůrcem byl britský admirál Fisher, který ji charakterizoval heslem rychlost je nejlepší pancíř. Vyznačuje se těžkým dělostřelectvem na úrovni výzbroje bitevních lodí, důrazem na vysokou rychlost, kterou získává na úkor pancéřování (hlavně palub a muničních komor), a velkými zásobníky paliva a munice, umožňujícími dlouhodobé akce na moři.
V letech 1907–1913 jich Británie postavila devět ve třech třídách (Invincible, Indefatigable a Lion) po třech jednotkách a projektovala další (např. HMS Hood, HMS Repulse a HMS Renown).

## Německá koncepce

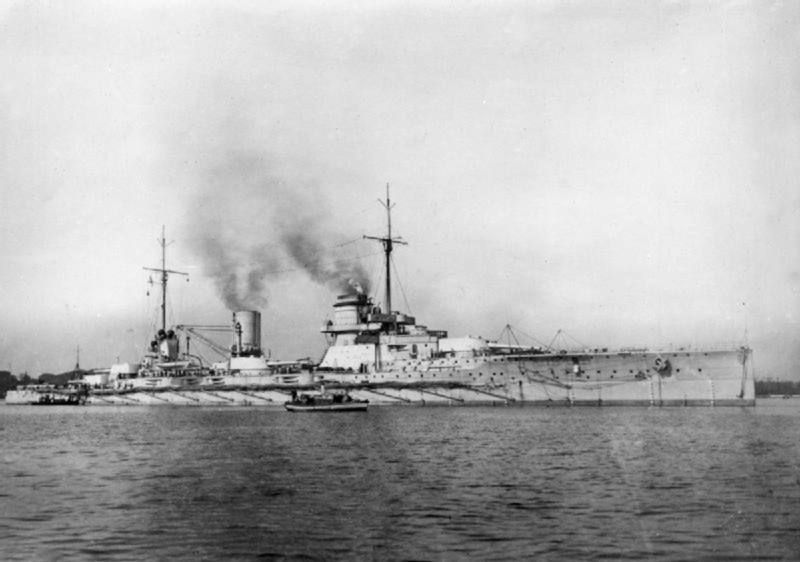
SMS Seydlitz v roce 1914

Zatímco Britové stavěli bitevní křižníky jako lehce pancéřované rychlé bitevní lodě s velkými muničními sklady (pancéřování bylo obětováno rychlosti a zásobám munice), německé bitevní křižníky byly vyváženější a odolnější. Ačkoliv se němečtí konstruktéři snažili do jisté míry dodržet i ideje britské koncepce, přece jen se blížili spíše pojetí bitevního křižníku jako mezistupně mezi křižníkem a bitevní lodí a (vzhledem k nedostatkům těžkých hladinových lodí ve srovnání se svými potenciálními nepřáteli) již od začátku počítali s tím, že by se jejich bitevní křižníky mohly dostat do souboje s těžkými hladinovými loďmi nepřítele. Proto je zbudovali podstatně odolnější, byť se slabšími zbraněmi a bez mimořádných zásobních prostorů, aby mohly hrát v takovém střetnutí nějakou smysluplnou roli.
V Německu vznikly v letech 1909–1913 čtyři lodě tohoto typu ve třídách Von der Tann (1 jednotka), Moltke (2 jednotky) a Seydlitz (1 jednotka). Tři jednotky třídy Derfflinger byly dokončeny až během první světové války. Čtyři jednotky poslední třídy Mackensen zůstaly nedokončené.

## Nasazení

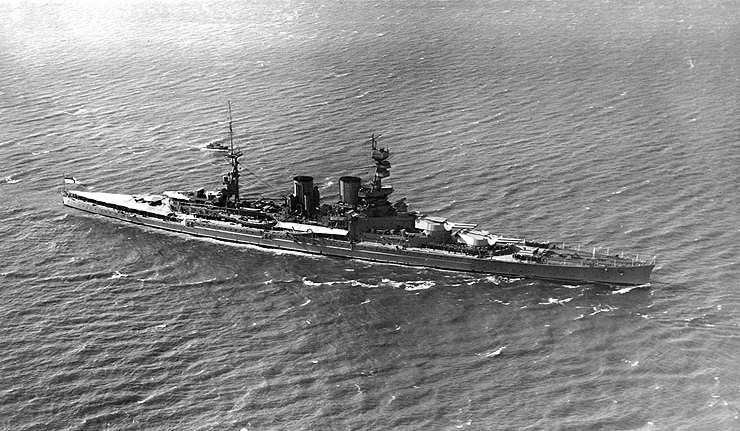
HMS Repulse

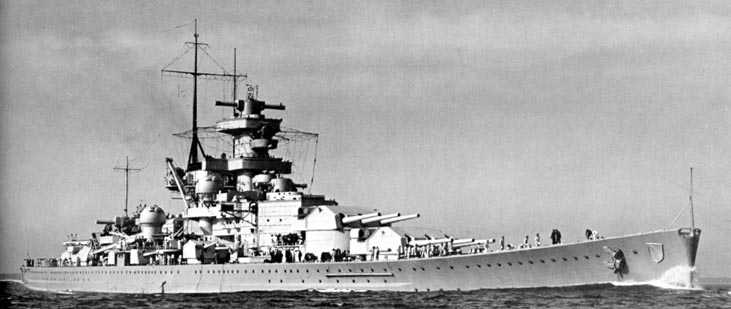
Německý Scharnhorst po dokončení

Jak již bylo řečeno, hlavním úkolem bitevních křižníků byly hloubkové výpady do nepřátelského teritoria a pronásledování a likvidace křižníků nepřítele.
Ideální aplikaci této doktríny představuje bitva u Falklandských ostrovů (8. prosince 1914), v níž britský svaz (jehož jádro tvořily bitevní křižníky HMS Invincible a HMS Inflexible) rozdrtil německou východoasijskou eskadru admirála von Spee, jehož pancéřové křižníky SMS Scharnhorst a SMS Gneisenau byly proti palbě z dálky prakticky bezbranné a neměly ani žádnou reálnou šanci na únik.
Britské bitevní křižníky byly ovšem díky svému slabému pancéřování velmi zranitelné, dostaly-li se na dostřel lodí srovnatelných tříd, což tragicky demonstrovala bitva u Jutska (Skagerraku), kde došlo k souboji těžkých hladinových lodí obou stran. Během bitvy po zásahu muničních komor vybuchly HMS Indefatigable, HMS Queen Mary a HMS Invincible (HMS Lion unikl jenom díky sebeobětování posádky a včasnému zaplavení muničních komor). Z německých bitevních křižníků byl ztracen pouze SMS Lützow, další dva přes těžká poškození přežily, čímž demonstrovaly opodstatněnost své koncepce.
Situace pokud šlo o nasazení v souboji hladinových lodí, se příliš nezměnila ani za druhé světové války. Dne 24. května 1941 se v souboji s německou bitevní lodí Bismarck po explozi zasaženého muničního skladiště potopil HMS Hood. Projevila se však nová okolnost – rozvoj letectva, který učinil konec éry bitevních lodí a bitevních křižníků. Za jeho symbol lze považovat zkázu svazu Z – kdy japonské bombardéry smetly v prosinci 1941 z povrchu oceánu svaz tvořený bitevní lodí HMS Prince of Wales a bitevním křižníkem HMS Repulse.

## Srovnání koncepcí

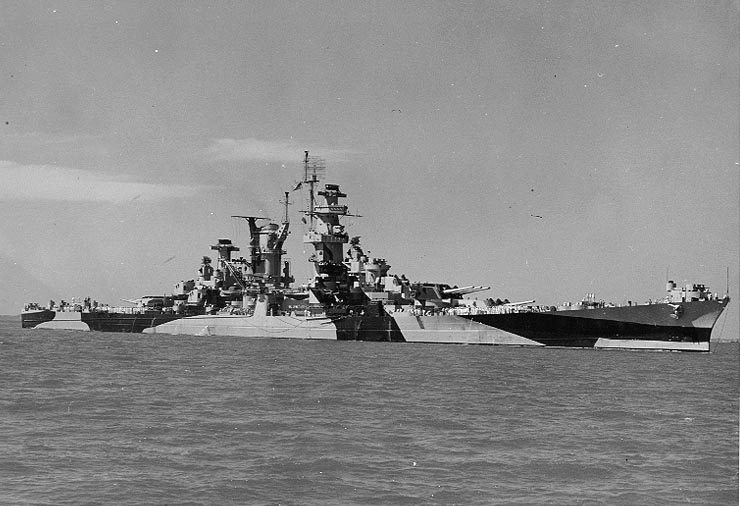
USS Alaska (CB-1) v roce 1944

Z výše popsaných nasazení by se mohlo zdát, že německá koncepce byla povedenější. Nutno ovšem zdůraznit, že v obou zmíněných případech čistě námořních bitev se britské bitevní křižníky ocitly v přímém boji s bitevními loděmi a bitevními křižníky nepřítele, což rozhodně nebyla věc, pro kterou byly určeny. Celkově se tedy nedá říci, že by britská koncepce bitevního křižníku selhala – selhali spíše ti, kteří bitevní křižníky do těchto střetnutí vyslali. Jiná otázka je, zda koncepce rychlých bitevních křižníků byla rentabilní, zde už není odpověď tak jednoduchá. Rozhodně přestala být rentabilní v okamžiku, kdy se na scéně objevilo námořní letectvo, tady ovšem už nebyl prostor pro žádnou koncepci bitevních křižníků.
Na druhé straně také nelze říci, že by koncepce německých bitevních křižníků byla dokonalá. Ty totiž za první světové války zůstávaly po většinu času uvězněné v přístavech a vysoká rychlost, která by jim umožnila prorazit blokádu a posléze obtěžovat britský námořní obchod, jim velmi chyběla. Chyběla i německému bitevnímu křižníku Scharnhorst (jedna ze dvou lodí třídy Gneisenau působících za druhé světové války), který při výpadu proti jednomu ze spojeneckých konvojů uvízl v pasti, kterou mu připravily britské lodě v čele s bitevní lodí HMS Duke of York, a byl zdrcující převahou jejich palebné síly v bitvě u Severního mysu potopen, aniž by měl šanci na únik nebo účinný odpor.

## Poslední bitevní křižníky

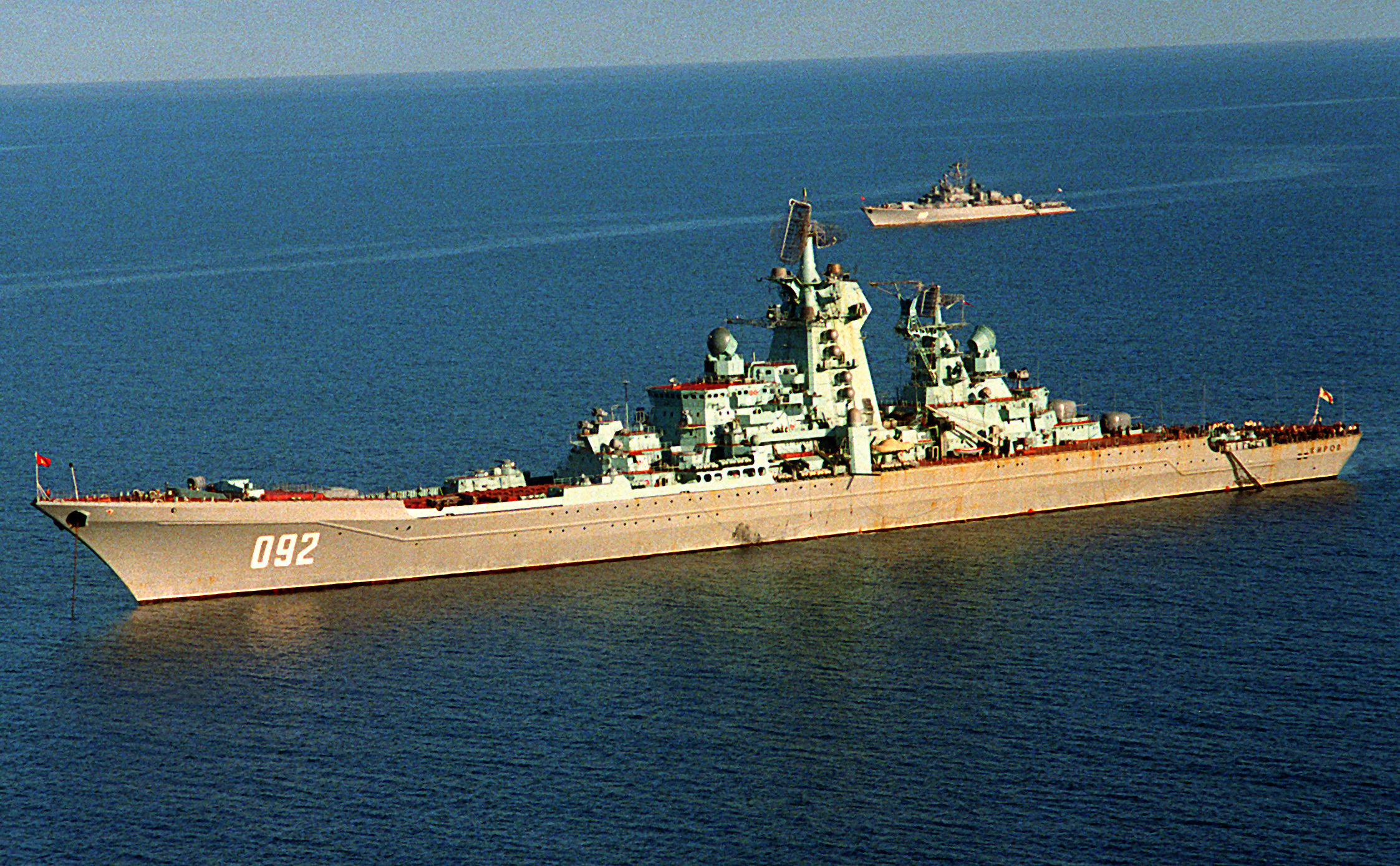
Ruský křižník Kirov v roce 1989

Už během druhé světové války bylo jasné, že éra bitevních křižníků končí. Poslední (alespoň částečně realizovanou) třídou bitevních křižníků byla americká třída Alaska (dokončeny dvě jednotky: USS Alaska a USS Guam. Na zbývajících čtyřech jednotkách práce buďto ani nezačaly, nebo byly zrušeny). Američané ale tyto lodě oficiálně neoznačovali jako bitevní křižníky (těm patřilo označení CC), ale jako velké křižníky (označení CB). Někdy se za bitevní křižníky označují i sovětské/ruské raketové křižníky třídy Kirov.